# Bataille de Dhar Ubarran
 (juillet 2024).
Guerre du Rif
Batailles
La bataille de Dhar Ubarran s'est déroulée le 1er juin 1921, opposant les tribus rifaines réunies par Abdelkrim el-Khattabi à l’armée espagnole durant la guerre du Rif. Cette bataille est connue pour être la première bataille et victoire des Rifains sur l’armée espagnole.

## Contexte
Le 7 août 1921, le père d’Abdelkrim el-Khattabi mourut à Ajdir (Al Hoceïma) probablement empoisonné. Après la mort de son père, Abdelkrim a pris les devants chez les Beni Ouriaghel pour former la résistance rifaine. Pendant 6 mois, Abdelkrim et son frère M'hammed, ont fait de grands efforts afin de réorganiser la résistance rifaine, former des artilleurs et des tirailleurs, acheter des armes et s’imposer comme chefs chez les Ait Ouriaghel,.
Du côté espagnol, le général Silvestre a tout fait pour convaincre son supérieur, le général Berenguer, de le laisser passer à l’offensive, notamment en lui écrivant des lettres afin de le rassurer. Le général Berenguer débarqua le 1er avril 1921 dans l’îlot espagnol de Nekor pour s’assurer en personne des dires du général Silvestre. Berenguer convaincu, donna son feu vert à Silvestre qui débutera son offensive.
De Nekor, les Espagnols ont bombardé le marché d’Ajdir à coup d’artillerie le 13 avril. Le bombardement a fait peu de dommages mais les Ait Ouriaghel ont agi sans tarder. Abdelkrim mena l’opération, les combattants Ouriaghel contre-attaquèrent en direction de l’îlot de Nekor.
Fin avril, alors que cette escarmouche est encore dans les esprits des Rifains, une trentaine de chefs essentiellement des tribus Ait Ouraghel, Ibaqouyen et Temsaman se réunirent au Jbal Al-Kama afin de désigner un leader, capable de coaliser ces tribus guerrières. Cette tâche est confiée à Abdelkrim Al-Khattabi, notamment avec le « serment d’Al-Kama ».

## Déroulement
Le 1er juin 1921, Les Espagnols sont arrivés à se rendre maître d’une position en face du Jbal Al-Kama.
Une colonne de 1 500 hommes s’installèrent à Dhar Ubarran, après avoir fortifié la position, le gros de la colonne est retourné à la base d’Anoual, laissant plus de 250 hommes ainsi qu’une demi douzaine de canons de 65 mitrailleuses. Alors qu'Abdelkrim était redescendu dans son fief à Ajdir, une harka rifaine du Jbal Al-Kama, dirigé par le Fqih Boulahya des Aït Touzine prit l’initiative de passer à l’attaque. Plus de 500 guerriers rifains encerclèrent Dhar Ubarran et ont submergé le poste espagnol. La garnison espagnole se fit massacrer au cours d'un violent combat qui se termina au corps à corps.
Le bilan des pertes dès le premier jour de combat du côté des espagnols est de 150 hommes morts, ainsi que plus de 400 fusils perdus. La confiance des Rifains se renforça après cette victoire.
Cette bataille eut lieu pendant le mois de Ramadan et que les combattants rifains jeûnaient comme le rapporte David M. Hart.